# Hrabstwo Upper Gascoyne
Hrabstwo Upper Gascoyne (Shire of Upper Gascoyne) – obszar samorządu terytorialnego w północno-zachodniej części stanu Australia Zachodnia. Zajmuje obszar 57 939 km², licząc przy tym zaledwie 285 stałych mieszkańców (2006),  z czego 46% deklaruje się jako Aborygeni.
Większość obszaru hrabstwa stanowią wielkopowierzchniowe pastwiska służące hodowli owiec, a także nieużytki. Główną atrakcją turystyczną jest Mount Augustus, największy skalny monolit na świecie, wokół którego utworzono park narodowy o takiej samej nazwie. Największym skupiskiem ludzkim jest miasteczko Gascoyne Junction, liczące 46 mieszkańców i będące ośrodkiem administracyjnym hrabstwa.